# Handelskammer (Dresden)
Das Gebäude der Handelskammer in Dresden war bis zu seiner Zerstörung im Februar 1945 das Verwaltungsgebäude der Handelskammer für die Kreishauptmannschaft Dresden.

## Vorgeschichte und Bau
Am 21. Juli 1862 konstituierte sich die Handels- und Gewerbekammer in Dresden. Nach der Abtrennung der Gewerbeabteilung und deren Verselbstständigung in der Handwerkskammer im Jahr 1902 agierte die Institution unter dem Namen Handelskammer.
Für diese wurde 1909–1910 ein großes, neues Verwaltungsgebäude an der Albrechtstraße 4 (der heutigen Blüherstraße), direkt neben dem 1908 fertiggestellten Künstlerhaus, errichtet. Es entstand ein zweigeschossiges Gebäude nach Entwürfen der Architekten  Lossow & Kühne mit einem hohen Ziegeldach und zwei niedrigeren Flügelbauten. Der Haupteingang führte in eine geräumige, überwölbte Wandelhalle, von der aus alle Teile des Hauses unmittelbar zugänglich waren. Das Gebäude hatte zahlreiche Balkone und Plattformen und bis zu drei Dachgeschosse.
Die Gesamtkosten des Baues betrugen 316.000 Mark, wovon 71.000 Mark auf die innere Ausstattung entfielen. Bei einem Rauminhalt von 11.215 m³ ergab sich für das Gebäude somit ein Einheitspreis von rund 28 Mark für 1 m³ umbauten Raumes.

## Nutzung
In der Achse des Haupteingangs lagen, von einem Vor- sowie Wartezimmer umgeben, das Zimmer des Präsidenten; rechts davon die Kanzleien und das Zimmer des Syndikus, links davon der Haupt-Sitzungssaal mit seiner Galerie, die durch Schiebetüren mit dem kleinen Sitzungssaal verbundenen war. Das Keller- bzw. Sockelgeschoss nahm außer der Hausmeisterwohnung und den Archiv- und Bibliotheksräumen die für den Heizungs- und Wirtschaftsbetrieb bestimmten Räume auf.
Die weiträumige Halle unter dem großen Sitzungssaal diente zur Aufnahme von Kraftwagen sowie als Ausstellungsraum; eine geräumige Küche mit Anrichteraum, Speisenaufzug und Vorratsgelassen befand sich unterhalb der Sitzungssäle. Die Wohnung des Syndikus war im Obergeschoss des Mittelteils untergebracht.

## Zerstörung
Wie die gesamte Umgebung, in der auch das 1915–1917 errichtete Gebäude der Gewerbekammer lag, wurde das Gebäude der Handelskammer im Februar 1945 zerstört. Der Abriss der Ruine erfolgte bereits in den ersten Jahren nach dem Krieg, wobei die Fläche selbst bis heute eine Brache blieb.